# 丁振铎
丁振铎（1842年—1914年），字声伯，号巡春，一号训卿，河南省汝宁府罗山县人。

## 生平
同治十年（1871年）中进士，授翰林院庶吉士。先后任翰林院编修、武英殿功臣馆纂修官、国史馆总纂官、监察御史、京畿道台、閩浙總督、云南巡抚、云贵总督、协理资政院事兼弼德院顾问大臣。
光緒三十年（1904年）在云贵总督任上，与云南巡抚林绍年联电朝廷，呼吁实行宪政。民国之初任袁世凯政府参政，审计院院长。民國三年（1914年）病逝于北京。